# Johnny O'Connell
Johnny O'Connell, född 24 juli 1962 i Poughkeepsie, New York, är en amerikansk racerförare.

## Racingkarriär
O'Connells första framgång kom i Atlantic Championship där han blev mästare säsongen 1987. I mitten av 1990-talet tävlade han i Indy Racing League. Sedan början av 2000-talet är han fabriksförare för General Motors och kör GT-racing med Chevrolet Corvette. Han har haft stora framgångar i GT-klassen i Le Mans 24-timmars och American Le Mans Series.